# Djaloniella ypsilostyla
Djaloniella ypsilostyla es la única especie del género monotípico Djaloniella perteneciente a la familia Gentianaceae, es originaria de África tropical.

## Taxonomía
Djaloniella ypsilostyla fue descrito por  Peter Geoffrey Taylor y publicado en Taxon 12: 294. 1963.
Sinonimia
- Swertia caerulea A.Chev. (1911)[3]